# Салим аль-Хаджри
Сали́м Али́ Сали́м аль-Хаджри́ (араб. سالم علي سالم الهاجري‎; род. 10 апреля 1996, Катар) — катарский футболист, игрок клуба «Аль-Садд» и сборной Катара. Обладатель Кубка Азии 2019 года.

## Игровая карьера

### Клубная карьера
Дебютировал во взрослом футболе в 2016 году за «Аль-Садд», за который играет до сих пор, выиграв с командой ряд национальных титулов.

### Карьера в сборной
Играл за сборные Катара до 19, 20 и 23 лет.
В составе сборной Катара играл на Кубке Азии 2019 года, став вместе со своей сборной чемпионом Азии.
Вошёл в состав сборной на чемпионат мира 2022 года, но на турнире не играл.

## Достижения
«Аль-Садд»
- Чемпион Катара (3): 2018/2019, 2020/2021, 2021/2022
- Обладатель Кубка Катара (2): 2020, 2021
- Обладатель Кубка эмира Катара (2): 2020, 2021
- Обладатель Кубка шейха Яссима (1): 2019

Катар
- Обладатель Кубка Азии (1): 2019